# Vinnie Vincent
Vinnie Vincent (Connecticut, 6 augustus 1952) is een Amerikaans hardrockgitarist. Vinnie is geboren onder de naam Vincent Cusano. Hij is vooral bekend als leadgitarist van de hardrock band KISS.
Geïnspireerd door bluegrass en Rock-'n-roll neemt Cusano al op jonge leeftijd de gitaar ter hand. In de jaren 70 neemt hij een album op met de band Treasure dat niet opgemerkt werd. Hij verdiende zijn geld als sessiemuzikant voor artiesten als Dan Hartman. Ook schreef hij muziek voor de televisieserie Happy Days.

## KISS
Via een wederzijdse vriend kwam Cusano in 1982 in contact met Gene Simmons van KISS. KISS ondervond op dat moment problemen met Ace Frehley en Cusano werd uitgenodigd om mee te schrijven aan nummers voor het nieuwe album Creatures of the Night en om de gitaarpartijen in te spelen. Zijn naam werd, in tegenstelling tot Ace Frehley die alleen op de foto op de cover van het album staat, drie keer genoemd op het album. Toen Frehley de band verliet, werd Cusano gevraagd om KISS te komen versterken.
Cusano veranderde zijn naam naar Vinnie Vincent. Als kostuum en voor zijn schmink nam hij als alter ego een Egyptische krijger. De tournee, de eerste na drie jaar, was geen groot succes in de Verenigde Staten. Na een serie wel succesvolle concerten in Rio de Janeiro in 1983 werd Vincent ontslagen, onder andere omdat hij persoonlijke problemen had met Gene Simmons en Paul Stanley.
Voor de opnamen van het nieuw KISS album Lick It Up werd Vincent toch weer ingehuurd omdat op zo'n korte termijn niet een nieuwe gitarist kon worden gevonden. Het album, dat onder andere werd gekenmerkt doordat de bandleden voor het eerst zonder make-up verschenen, was erg succesvol. Na de begeleidende tour werd Vincent wederom ontslagen.

## Invasion
Vrij spoedig hierna begon Vincent zijn eigen band, Vinnie Vincent Invasion, die in 1986 hun debuutalbum uitbracht. De muziek was meer op pop gericht dan de hardrock van KISS en diende voornamelijk als achtergrond voor de gitaarsoli van Vincent. De muziek paste perfect in de toen populaire glamrock periode met bands als Bon Jovi en Poison. Na nog één album had Vincent zijn krediet overschreden en werd zijn contract door de platenmaatschappij verbroken. De zanger en drummer van de band, Mark Slaughter en Dana Strum, konden het contract overnemen en startten de band Slaughter.
Een aangekondigd soloalbum kwam niet van de grond en Vincent leek in de vergetelheid te raken. Begin jaren 90 liet Vincent zich vaak zien op KISS Conventions (KISS fanclub bijeenkomsten). In 1992 werkte hij samen met KISS om nummers te schrijven voor hun nieuwe album Revenge. In 1996 bracht hij een ep uit en later nog een heel album.

## Rechtszaken
Vincent heeft twee keer een rechtszaak aangespannen tegen zijn werkgever KISS, in 1986 en 1992. Beide keren eiste Vincent $6 miljoen aan royalty’s. Ook beide keren werd KISS in het gelijk gesteld omdat volgens de rechtbank Vincent gewoon in dienst was van KISS. In 2009 heeft Vinnie weer een rechtszaak aangespannen tegen KISS vanwege gebruik van zijn karakter in de dvd-set Kissology 2.

## Arrestatie
Op 21 mei 2011 werd Vincent gearresteerd op beschuldiging van mishandeling van zijn vrouw. Bovendien werden er 4 dode honden bij hem aangetroffen.

## Trivia
- Op het album Creatures of the Night wordt Vincents naam wel degelijk tot drie keer toe genoemd.Hij heeft meegeschreven aan I love it loud, I still love you en Killer. Op de originele uitgave staat de foto van Frehley, echter zijn naam wordt niet een keer vermeld. Hij was toen nog officieel de gitarist van de band. Bij de heruitgave staat de foto van Bruce Kulick die later de leadgitarist van Kiss was.

## Discografie
- 1986 - Vinnie Vincent Invasion
- 1988 - All Systems Go
- 1998 - Euphoria (ep)
- 2002 - Speedball Jamm

- Biblioteca Nacional de España: XX1552456
- Gemeinsame Normdatei: 134547322
- International Standard Name Identifier: 0000 0000 8142 629X
- Library of Congress Control Number: n90706378
- MusicBrainz: 4eb43471-6a33-4b45-9887-ca85e7fa9114
- Nationale Bibliotheek van Tsjechië: xx0197677
- Nederlandse Thesaurus van Auteursnamen: 074927140
- Virtual International Authority File: 63175907
- WorldCat: E39PBJdh3YQBT64B6WRvv8hfv3